# Burg Staufen (Breisgau)
Die Burg Staufen ist die Ruine einer Höhenburg in exponierter Lage auf dem 375 m ü. NHN hohen Schlossberg im Norden der Stadt Staufen im Breisgau im Landkreis Breisgau-Hochschwarzwald in Baden-Württemberg.

## Geschichte
Funde und Ausgrabungen weisen darauf hin, dass bereits in der Römerzeit auf dem Hügel an der Stelle der heutigen Burgruine ein Wachturm stand.
Die Burg stammt wahrscheinlich aus dem frühen 12. Jahrhundert und wurde von den Herren von Staufen erbaut. Adalbert von Staufen errichtete das Burghaus um 1100.
In einer Urkunde des Jahres 1248 wurde die Burg Staufen erstmals ausdrücklich erwähnt; die in diesem Zusammenhang als Grundherren bezeichneten Üsenberger saßen jedoch nie auf der Burg. Geldknappheit und erfolglose Fehden der Herren von Staufen mit der nahen Stadt Freiburg führten im 14. Jahrhundert dazu, dass sich Freiburg Einfluss auf der Burg Staufen verschaffen konnte.
In den Jahren 1327 und 1337 konnte die Stadt Anteile an der Burg erwerben und ein so genanntes Öffnungsrecht durchsetzen. Damit war es den anderen Burgbesitzern verboten, von der Burg aus militärisch etwas gegen die Stadt Freiburg zu unternehmen. Zudem musste die Burg der Stadt Beistand leisten und ihren Truppen stets offenstehen.
1359 erfolgte die Verpfändung der halben Burg und Stadt durch Otto von Staufen an Konrad Schnewlin und im Jahre 1370 wurde die Lehnshoheit der Grafen von Freiburg anerkannt. Um 1400 kam Staufen schließlich zu Vorderösterreich.
Der sagenumwobene Wunderheiler und Alchemist Johann Georg Faust wurde vermutlich durch Anton von Staufen als Goldmacher angestellt, wie es in der Renaissancezeit verbreitet war. 1539 kam Faust in seinem Zimmer im Staufener Gasthaus zum Löwen wohl durch eine chemische Explosion ums Leben.
Mit Georg Leo von Staufen erlosch 1602 das Geschlecht der Herren von Staufen, Burg und Stadt fielen an Österreich heim. 1607 war die Burg nicht mehr bewohnt. Ab 1628 wurde die Herrschaft Staufen inklusive Burg an die Freiherren von Schauenburg verpfändet (bis 1722).
Die unverteidigte Burg Staufen wurde im Dreißigjährigen Krieg von schwedischen Truppen besetzt, die sie 1632 niederbrannten und zerstörten.
1896 erwarb die Stadt Staufen die Ruine von der Familie Mentzingen und ließ sie renovieren. 1954 und 1960 erfolgte erneut eine Renovierung der Burgruine. Von der Burg sind unter anderem noch die Umfassungsmauern erhalten.

## Fotos

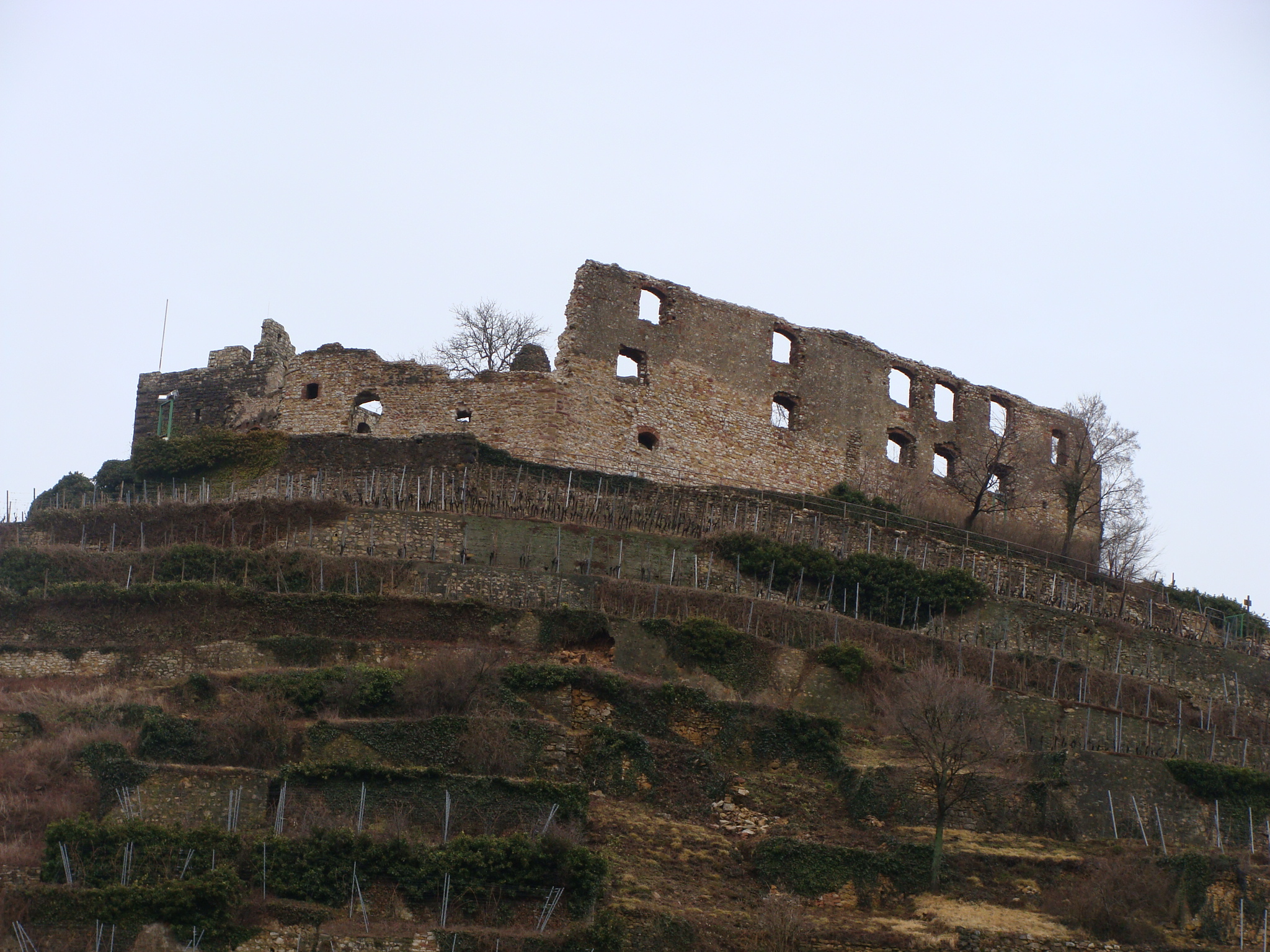
Blick über die Weinberge auf die Burgruine
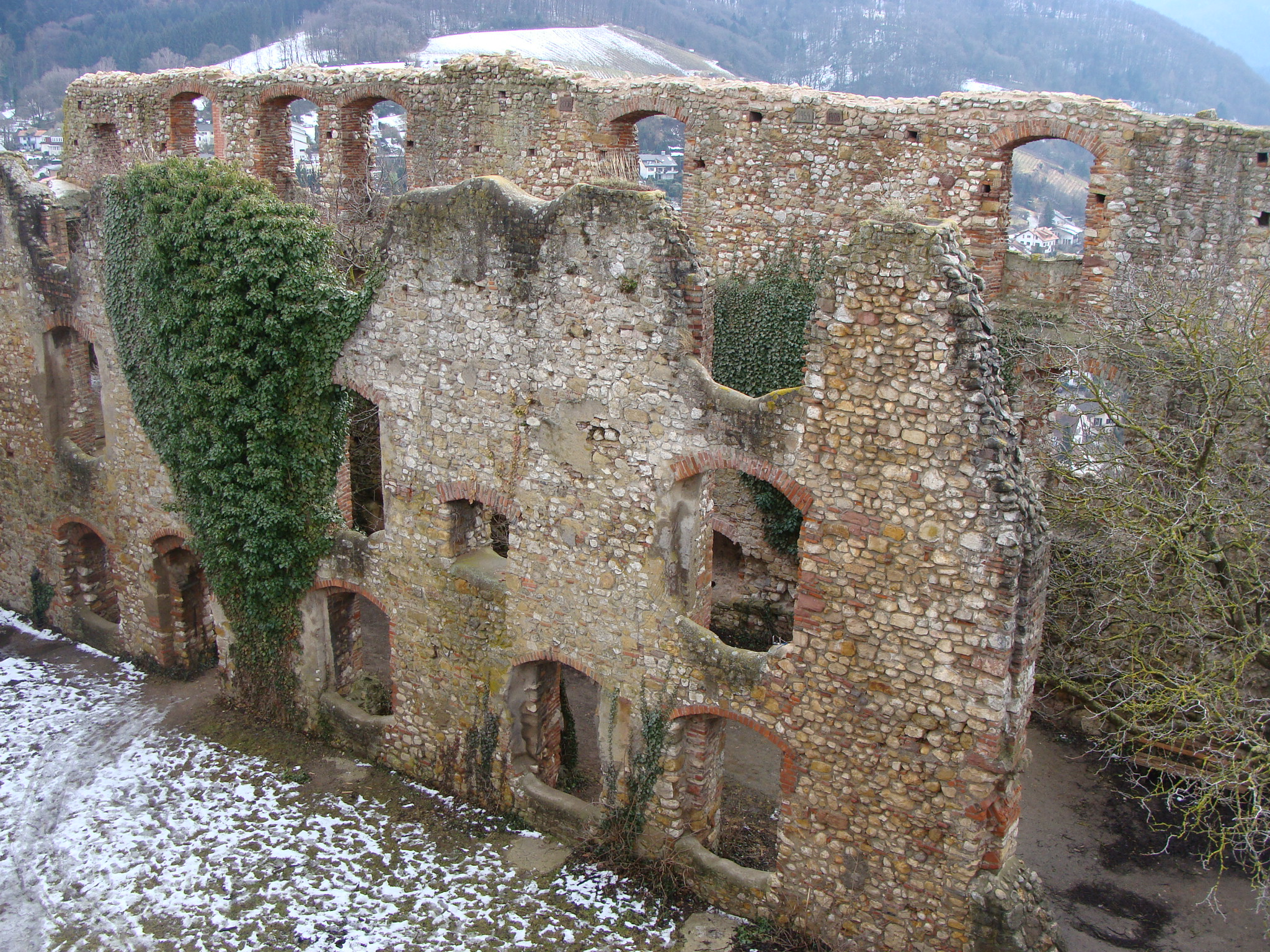
Blick vom Turm über die Außenmauern auf die darunter liegende Stadt Staufen
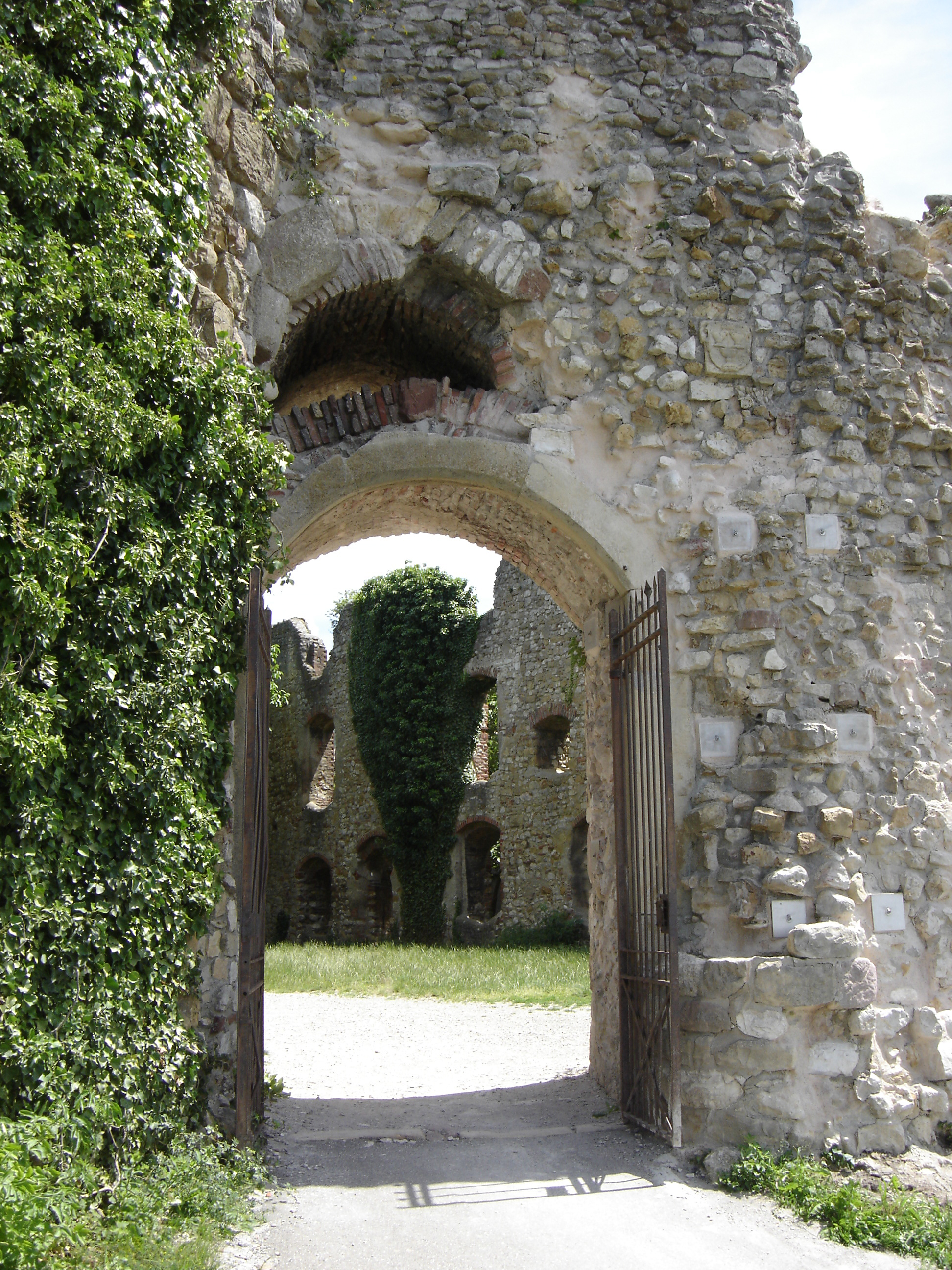
Burgeingang
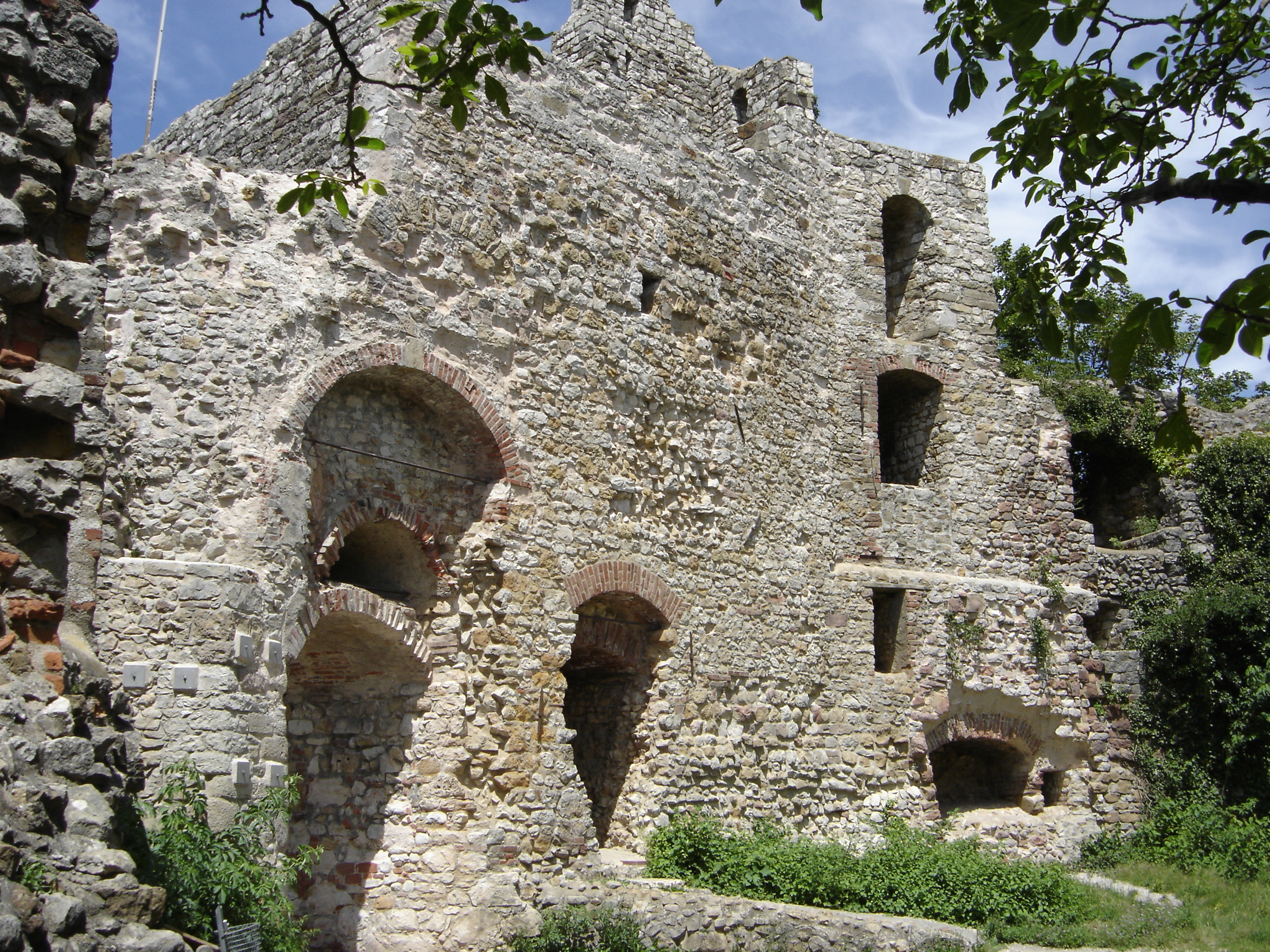
Burg Staufen